# Черговий лікар (телесеріал)
«Черговий лікар» — український телесеріал, знятий студією «Film.UA» на замовлення телеканалу «Україна». Серіал став першим україномовним серіалом та першою україномовною багатосерійною медичною драмою.
Перші п'ять сезонів телесеріалу транслювалися на телеканалі «ТРК Україна» у 2016—2019 роках. Показ перших 12 серій 6 сезону розпочався 25 листопада 2019 року, але сезон так і не показали до кінця, після того, як показ раптово припинили 3 грудня 2019 року нібито через «технічні причини та низькі рейтинги». Показ 6—7 сезонів транслювалися на телеканалі «Індиго TV». З 2 жовтня 2023 до 19 квітня 2024 року всі сезони транслювалися на каналі «СТБ».

## Сюжет
Робота лікаря не така проста, як здається на перший погляд. Адже окрім 24-годинних змін, їм потрібно допомогти пацієнтам не тільки одужати, але й іноді прийняти доленосні рішення.

## Актори
- Ірина Ткаленко — Ольга Вікторівна Соболь
- Михайло Романов — Іван Петрович Ковалюк
- Світлана Князєва — Лариса Анатоліївна Бужук
- Богдан Олійник — Руслан Іванович Хоменко
- Артем Каюн — слідчий Ігор Вадимович Сорока
- Олена Новікова — Тетяна Михайлівна
- Михайло Жонін — Андрій Романович Мазур (1—3, 5 сезони)
- Руслан Сокольник — Володимир Юрійович Гурський (1—5 сезони)
- Леонід Попадько — Богдан Рудюк (1—5 сезони)
- Надія Левченко — Надія Григорівна Павленко (1—5 сезони)
- Вікторія Левченко — Мар'яна (1—5 сезони)
- Валентина Вовченко-Барановська — Леся (1—5 сезони)
- Вікторія Лушнікова — Зоя (1—3 сезони)
- Катерина Духленко — Валя (1—3 сезони)
- Лілія Майборода — Юстина Семенівна (1—3, 4—5 сезони)
- Галина Бортновська — Ганна Йосипівна (4—5 сезони)
- Лариса Шелоумова — Люба (4—7 сезони)
- Софі Пашкуал — Софі (4—7 сезони)
- Олександра Польгуй — Іродіада Максимівна Ференц (4—7 сезони)
- Олександр Норчук — Олег Сергійович Добривечір (4—7 сезони)
- Володимир Маркович — Зеник Кузимирович (4—7 сезони)
- В'ячеслав Ніколенко — Максим Іванович Воронько (6—7 сезони)
- Кирило Прокопчук — Артем Дохлик (6—7 сезони)
- Ольга Кіяшко — Катерина Павлівна Голуб (6—7 сезони)
- Людмила Курмель — Оксана Пиріжок (6—7 сезони)
- Кароліна Пампуха — Марта (6—7 сезони)
- Роксолана Сирота — Зоряна (6—7 сезони)

## Виробництво
Фільмування всіх сезонів телесеріалу проходили у Києві у шостому павільйоні студії «Film.UA». Зйомки першого сезону тривали із жовтня 2015 до квітня 2016 року.
Зйомки другого сезону тривали із серпня 2016 до січня 2017 року. Зйомки третього сезону стартували взимку 2017 року і тривали до початку серпня 2017 року.
Зйомки четвертого та п'ятого сезонів тривали з жовтня 2017 до жовтня 2018 року.
У березні 2019 року розпочали зйомки 6—7 сезонів серіалу.

## Сезони
| Сезон | Сезон | Епізоди | Оригінальний показ | Оригінальний показ | Телеканал |
| Сезон | Сезон | Епізоди | Прем'єра           | Фінал              | Телеканал |
| ----- | ----- | ------- | ------------------ | ------------------ | --------- |
|       | 1     | 41      | 10 травня 2016     | 10 червня 2016     | Україна   |
|       | 2     | 31      | 31 січня 2017      | 24 березня 2017    | Україна   |
|       | 3     | 43      | 22 серпня 2017     | 20 жовтня 2017     | Україна   |
|       | 4     | 40      | 14 травня 2018     | 14 червня 2018     | Україна   |
|       | 5     | 40      | 3 грудня 2018      | 14 січня 2019      | Україна   |
|       | 6     | 32      | 15 лютого 2021     | 5 березня 2021     | Індиго TV |
|       | 7     | 32      | 8 березня 2021     | 29 березня 2021    | Індиго TV |

## Трансляція

### В Україні
Перший сезон серіалу транслювали з 10 травня до 10 червня 2016 року на телеканалі «Україна».
Показ другого сезону розпочався 31 січня 2017 року.
Третій сезон транслювався на телеканалі «Україна» з 22 серпня до 20 жовтня 2017 року.
Четвертий сезон розпочався 14 травня і тривав до 14 червня 2018 року.
Показ 5 сезону розпочався 3 грудня 2018 року на телеканалі «Україна» і тривав до 14 січня 2019 року.
Показ перших 12 серій 6 сезону розпочався 25 листопада 2019 року на телеканалі «Україна», однак показавши 12 серій через технічні причини та низькі рейтинги подальший показ було припинено.
Показ усіх 32 серій 6 сезону телесеріалу розпочався на телеканалі «Індиго TV» тривав з 15 лютого до 5 березня 2021 року.
Показ 32 серій 7 сезону телесеріалу відновився на телеканалі «Індиго TV» у 2021 році.
Показ усіх 7 сезонів телесеріалу тривав з 2 до 7 листопада 2020 року під час марафону на телеканалі «FilmUADrama».
З 2 жовтня 2023 до 19 квітня 2024 року всі сезони транслювалися на каналі «СТБ».

### За кордоном
Серіал транслювався з дубляжем російською на російських телеканалах «Домашній» та «Мир», а також в деяких інших країнах. Окрім того, російськомовна доріжка доступна на території України на телеканалі «FilmUADrama» як друга доріжка на додачу до оригінальної україномовної доріжки. 1—3 сезони дубльовано російською студією «Postmodern», а для 4—7 сезонів зроблене багатоголосе закадрове озвучення російською студією «Так Треба Продакшн».
Дублювання російською студії «Postmodern Postproduction» (1—3 сезони, 2016—2017)
Ролі дублювали:
- Юрій Гребельник — Іван Петрович Ковалюк
- Валентина Сова — Лариса Анатоліївна Бужук
- Михайло Жонін — Андрій Романович Мазур
- Ірина Ткаленко — Ольга Вікторівна Соболь
- Роман Чорний — Володимир Юрійович Гурський
- Наталя Задніпровська — Надія Григорівна Павленко
- Андрій Федінчик — слідчий Ігор Вадимович Сорока
- Дмитро Терещук — Богдан Рудюк
- Олександр Погребняк — Руслан Іванович Хоменко
- Оксана Гринько — Мар'яна
- Марина Локтіонова — Леся
- Ганна Соболєва — Зоя

А також: Владислав Пупков, Ярослав Чорненький, Євген Пашин, Євген Малуха, Олег Лепенець, Олександр Шевчук, Борис Георгієвський, Сергій Ладєсов, Михайло Кришталь, Юрій Кудрявець, Володимир Терещук, Роман Чупіс, Роман Семисал, Павло Скороходько, Андрій Альохін, Павло Лі, Наталя Надірадзе, Ніна Касторф, Олена Бліннікова, Наталя Поліщук, Інна Капінос, Лідія Муращенко, Світлана Шекера, Юлія Перенчук, Катерина Буцька, Наталя Денисенко та інші
Багатоголосе закадрове озвучення російською студією «Так Треба Продакшн» (4—7 сезони, 2021)
Ролі озвучували: Олександр Шевчук, Дмитро Терещук, Роман Семисал, Сергій Ладєсов, Іван Корнієнко, Людмила Чиншева, Наталя Задніпровська, Наталя Поліщук, Оксана Гринько, Тетяна Руда.

## Нагороди
| Рік  | Премія     | Категорія                                                | Номінант(и)                                                   | Результат |
| ---- | ---------- | -------------------------------------------------------- | ------------------------------------------------------------- | --------- |
| 2016 | Телетріумф | Актор телевізійного фільму/серіалу                       | Михайло Жонін                                                 | Номінація |
| 2016 | Телетріумф | Телевізійний художній серіал                             | Телевізійний художній серіал                                  | Номінація |
| 2016 | Телетріумф | Продюсер/продюсерська група телевізійного фільму/серіалу | Юлія Міщенко, Елла Бобленюк, Анна Єлісєєва, Олена Канішевська | Номінація |